# Technische Universität Breslau

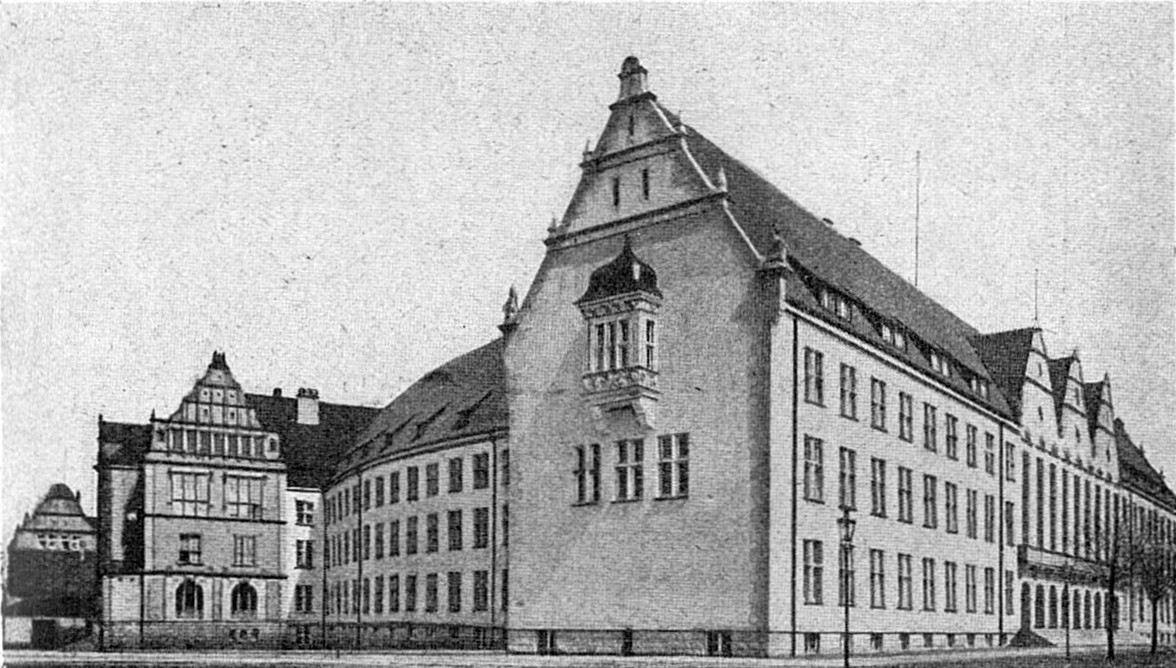
Ansicht um 1929

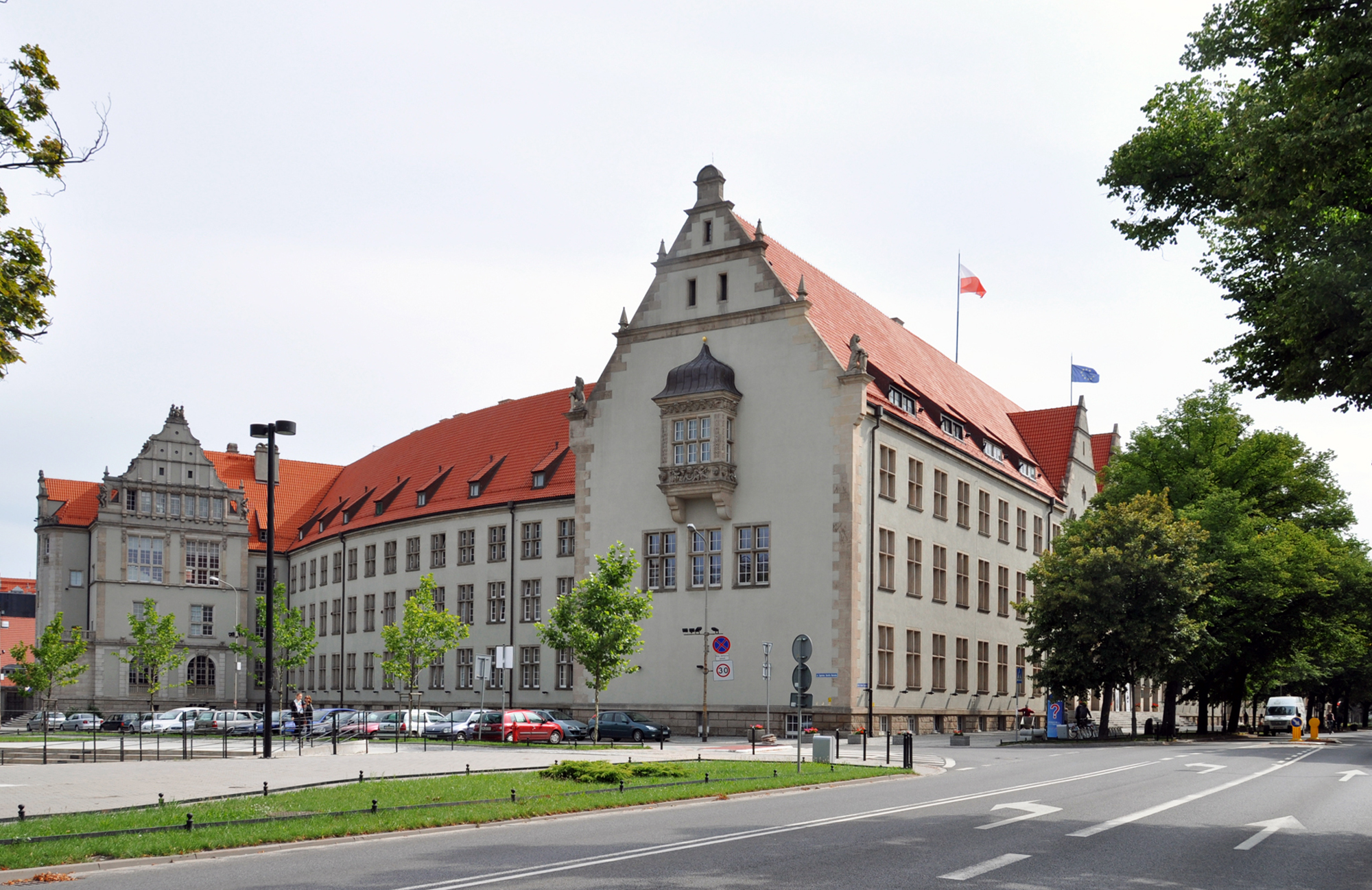
Technische Universität Breslau

Die Technische Universität Breslau (polnisch Politechnika Wrocławska, englisch Wroclaw University of Science and Technology (WUST)) ist eine 1910 gegründete Technische Universität in Breslau.

## Geschichte
Die Technische Hochschule Breslau wurde im Jahre 1910 gegründet. Nach der Eroberung Breslaus durch die Rote Armee und der Übergabe der Stadt an Polen wurden bereits am 24. August 1945 die bis dahin deutsche Universität Breslau und die Technische Hochschule in Hochschulen des polnischen Staates umgewandelt. Mit Vorlesungen der polnischen Professoren Ludwik Hirszfeld und Kazimierz Idaszewski wurde der Lehrbetrieb am 15. November desselben Jahres wieder aufgenommen. Dieser Tag wird auch als offizielle Wiedereröffnung gefeiert.
Die Universität hat gegenwärtig etwa 32.000 Studenten; davon sind rund 20 % Fernstudenten. Mit etwa 4.200 Beschäftigten gilt die TU Breslau als größter Arbeitgeber der Stadt. Rund 160 der Angestellten sind als Professoren beschäftigt, rund 1.650 besitzen den Titel eines Doktors (darunter befinden sich ca. 250 mit einer abgeschlossenen Habilitation).
Die Universität besitzt 14 Studentenheime mit etwa 4000 Betten.
Im Jahre 2001 wurde die Deutsch-Polnische Gesellschaft der Universität Wroclaw (Breslau) e. V. gegründet mit dem Ziel der Völkerverständigung und des Wissenstransfers. Diese Gesellschaft umfasst alle Hochschulen der Stadt Breslau: Universität, Päpstliche Theologische Fakultät, Medizinische Akademie, Technische Universität, Hochschulen für Wirtschaft, Landwirtschaft, Sport, Musik und Kunst.

## Fakultäten
- (W-1) Architektur
- (W-2) Bauingenieurwesen
- (W-3) Chemie
- (W-4) Elektronik
- (W-5) Elektrotechnik
- (W-6) Geowissenschaften und Bergbau
- (W-7) Umwelttechnik
- (W-8) Informatik und Management
- (W-9) Maschinenbau Energietechnik
- (W-10) Maschinenbau
- (W-11) Fakultät für Grundlegende Probleme der Technik
- (W-12) Mikrosysteme und Photonik (in der letzten Zeit aus der Fakultät für Elektronik ausgegliedert)
- (W-13) Reine und Angewandte Mathematik

## Neisse University
Im Jahre 2001 wurde in Kooperation mit der Technischen Universität Liberec in Tschechien und der Hochschule Zittau/Görlitz Hochschule für Technik, Wirtschaft und Sozialwesen in Deutschland die Neisse University gegründet. Die Konzeption der Neisse University geht von einem Studium in realer sprachlicher, kultureller, wissenschaftlicher und wirtschaftlicher Umgebung aus. In ihm sind Studenten und Lehrkräfte aus drei Ländern beteiligt.

## Kooperationen
Seit 2008 wird ein gemeinsamer internationaler Master-Studiengang Information Technology mit der Hochschule Ostwestfalen-Lippe in Lemgo betrieben.

## Persönlichkeiten
- Ludwig Bergmann (1898–1959), Physiker. Professor und Direktor des Physikalischen Instituts der Technischen Hochschule Breslau.
- Kurt Lüer (1863–1946), Teer-Chemiker und Erfinder. Der „Initiator des Teer- und Asphalt-Straßenbaues auf den deutschen Landstraßen“ wurde 1935 zum Ehrensenator der TH Breslau ernannt.[5]
- Lothar Neumann (1891–1963), Regierungsbaumeister und späterer Oberpostbaurat in Breslau, der das backsteinexpressionistische Postscheckamt Breslau entwarf,
- Hans-Werner Koenig (1908–1988), Bauingenieur, Geschäftsführer des Ruhrverbandes und des Ruhr-Talsperrenvereins, Essen[6], Dr.-Ing. E. h. TH Berlin-Charlottenburg 1961, Großes Verdienstkreuz der Bundesrepublik Deutschland
- Ulrich Petersen (1907–1992), herausragender Eisenhütteningenieur, Dr.-Ing. E. h. RWTH Aachen 1968
- Franz Eugen Simon (1893–1956), Tieftemperaturphysiker und Thermodynamiker, Direktor des Instituts für Physikalische Chemie 1931–1933